# Полякова, Елена Ивановна
Еле́на Ива́новна Поляко́ва (Горя́чкина) (29 сентября 1926, Москва — 12 октября 2007, Москва) — российский искусствовед, театровед, литературный и театральный критик. Доктор искусствоведения (1970). Член Союза писателей России. Заслуженный деятель искусств Российской Федерации (1995).

## Биография и труды
Е. И. Полякова в 1949 году окончила театроведческий факультет ГИТИСа. Работала заведующей отделом истории журнала «Театр» (1952—1961). После идеологического разгрома журнала в конце 1950-х годов пришла в академическую науку, с 1961 года — сотрудник ВНИИ искусствознания АН СССР, в 1991—1995 годах возглавляла отдел театра Государственного института искусствознания.
Е. И. Полякова — специалист по истории отечественного театра и художественной культуры. В 1959 году вышла её фундаментальная работа «Театр и драматург. Из опыта работы МХАТ над пьесами советских драматургов. 1917—1941», в 1970 году выступила как инициатор, составитель, редактор и автор вступительной статьи сборника «Леопольд Антонович Сулержицкий», в 1972 году опубликовала исследование «Станиславский — актёр», в 1978 году — «Театр Льва Толстого. Драматургия и опыт её прочтения», в 1994 — «Зеркало сцены», в 1995 году — «И. М. Москвин (1874—1946)».
Исследования Е. И. Поляковой посвящены творческим портретам мастеров МХАТ, Малого театра, а также сценическому воплощению классики (А. Н. Островский, Н. В. Гоголь, Л. Н. Толстой и др.). В круге её научных интересов находились также мастера изобразительного искусства (Н. К. Рерих, Б. М. Кустодиев, К. А. Сомов, К. С. Петров-Водкин, В. А. Симов, А. П. Остроумова-Лебедева и др.). В популярной серии «Жизнь в искусстве» издательства «Искусство» выпустила в свет книги о Н. К. Рерихе (1973, 1985), К. С. Станиславском (1977), театральной династии Садовских (1986).
В последние годы работала над изданием — «Театр Сулержицкого. Этика. Эстетика. Режиссура» (2006).

## Краткая библиография
- Станиславский — актёр. — М.: Искусство, 1972. — 430 с.
- Николай Рерих. — М.: Искусство, 1973. — 303 с. + 20 л. ил. — (Жизнь в искусстве).
  - 2-е изд., доп. — М.: Искусство, 1985. — 304 с.: ил.
- Станиславский. — М.: Искусство, 1977. — 461 с.: портр., фото. — (Жизнь в искусстве).
- Театр Льва Толстого. Драматургия и опыты её прочтения. — М.: Искусство, 1978.
- Город Остроумовой-Лебедевой. — М.: Советский художник, 1983. — 222 с. : ил. — (Рассказы о художниках).
- Садовские. — М.: Искусство, 1986. — 344 с. + 31 л. ил. — (Жизнь в искусстве).
- История русского драматического театра : [в 7 т.] / редкол.: Е. Г. Холодов (гл. ред.) [и др.]. — 2-е изд. — М. : Искусство, 1977—1987. — автор раздела 7-го тома.
- Зеркало сцены: Эволюция сцен. образа в рус. театре XVIII—XIX вв. / Рос. АН, Рос. ин-т искусствознания М-ва культуры Рос. Федерации. — М.: Наука, 1994. — 350,[2] с. — ISBN 5-02-011158-9
- И. М. Москвин (1874—1946) / Гос. ин-т искусствознания. — М.: Искусство, 1995. — 413,[1] с., [32] л. ил. портр. — (Жизнь в искусстве). — ISBN 5-210-02334-6
- Театр Сулержицкого: Этика. Эстетика. Режиссура. — М.: Аграф, 2006. — 296 с. — (Символы времени). — ISBN 5-7784-0318-6
- Клуб добряков в Москве 1930-х годов. «Пиквикский клуб» в Художественном театре имени М. Горького. // Вопросы театра, 2009, № 3-4.
- «Руны». Норвежские мотивы в Московском Художественном Театре. // Вопросы театра, 2010, № 3-4.